# دیون آکوف
دیون آکوف (انگلیسی: Dion Acoff؛ زادهٔ ۲۳ سپتامبر ۱۹۹۱) بازیکن فوتبال اهل ایالات متحده آمریکا است که در پست مدافع راست برای یونیون اوماها در لیگ یک یو‌اس‌ال بازی می‌کند.